# Schedocentrus areolatus
Schedocentrus areolatus är en insektsart som först beskrevs av Brunner von Wattenwyl 1895.  Schedocentrus areolatus ingår i släktet Schedocentrus och familjen vårtbitare. Inga underarter finns listade i Catalogue of Life.